# Breckenridge (Michigan)
Breckenridge is een plaats (village) in de Amerikaanse staat Michigan, en valt bestuurlijk gezien onder Gratiot County.

## Demografie
Bij de volkstelling in 2000 werd het aantal inwoners vastgesteld op 1339.
In 2006 is het aantal inwoners door het United States Census Bureau geschat op 1307, een daling van 32 (-2,4%).

## Geografie
Volgens het United States Census Bureau beslaat de plaats een oppervlakte van
2,7 km², geheel bestaande uit land. Breckenridge ligt op ongeveer 224 m boven zeeniveau.

## Plaatsen in de nabije omgeving
De onderstaande figuur toont nabijgelegen plaatsen in een straal van 20 km rond Breckenridge.